# 高野下站
高野下站（日语：／ Kōyashita eki */?）是位於和歌山縣伊都郡九度山町，屬於南海電氣鐵道的高野線車站，車站編號為NK81。本站位於海拔108公尺，比橋本站高16公尺。

## 歷史
- 1925年（大正14年）
  - 7月30日 ： 南海鐵道從九度山站延伸至此站，高野山站啟用[1]。
  - 9月11日 ： 車站改名為高野下站[2]。
- 1928年（昭和3年）6月18日 ： 高野山電氣鐵道（日语：高野山電気鉄道）此站至神谷站（現時：紀伊神谷站）之間開通。
- 1932年（昭和7年）4月28日 ：高野山電氣鐵道與南海鐵道高野線開始直通運輸。
- 1944年（昭和19年）6月1日 : 關西急行鐵道與南海鐵道（為南海電氣鐵道的前身）合併，成為近畿日本鐵道和高野山電氣鐵道的車站。
- 1947年（昭和22年）
  - 3月15日 ：高野山電氣鐵道改公司名為南海電氣鐵道。成為近畿日本鐵道和南海電氣鐵道的車站。
  - 6月1日 : 近畿日本鐵道的路線被轉讓，成為南海電氣鐵道的車站。
- 2009年（平成21年）
  - 2月6日 ： 紀伊清水站、學文路站、九度山站、下古澤站、上古澤站、紀伊細川站、紀伊神谷站、極樂橋站、高野山站、紀之川橋樑（日语：紀ノ川橋梁）、丹生川橋樑和鋼索線均指定為近代化產業遺產（日语：近代化産業遺産）（高野山參詣相關遺產）。
  - 3月 ： 2號月台設置「花屏風」。
- 2010年（平成22年）12月8日 ： 為了「高野花鐵道項目」和紀念高野線全線開通80周年，月台新設「南海回憶博物館」。
- 2013年（平成25年）4月1日 ： 此站整日沒有車站職員當值。
- 2017年（平成29年）10月22日 : 颱風21號吹襲日本，上古澤站內發生路基流出事故，此站至極樂橋站之間暫停服務[3]。橋本站至高野山站之間安排代行巴士[4]。
- 2018年（平成30年）3月31日 : 列車交會設備從上古澤站遷移至下古澤站，同時路軌修復工程完成。此站至極樂橋站之間的列車服務重開[5]。橋本站至高野山站之間的代行巴士服務停止。
- 2019年（令和元年）11月2日：車站大樓酒店「NIPPONIA HOTEL 高野山 參詣鐵道 Operated by KIRINJI」開業[6]。

## 車站構造
本站是地面車站，設有1面2線的島式月台。月台可容納4卡17米車廂。車站靠近難波站一方設有事業用車輛的留置線。西邊設有昔日貨物月台遺址。
站房位於月台東邊，並透過站內平交道與月台連接。站內設有自動閘機，並可使用Surutto KANSAI與PiTaPa，但是閘機不會開關。此站現時是無人車站，櫃臺已經封閉。

### 月台
| 月台 | 路線   | 上下行 | 方向           | 備註            |
| ---- | ------ | ------ | -------------- | --------------- |
| 1    | 高野線 | 下行   | 高野山方向     |                 |
| 2    | 高野線 | 上行   | 橋本、難波方向 | 部分使用1號月台 |

從此站出發的大部分列車會在難波方向月台的2號月台折返。1號月台可向難波方向出發，2號月台可向極樂橋方向出發。當2號月台上停泊了折返列車，難波方向的列車會停靠在1號月台（通過列車也是同樣）。
雖然此站名為「高野下」，但是轉乘鋼索線前往高野山的車站是極樂橋站，因此為了站內有指示牌提醒乘客不可於此站轉乘前往高野山。
此站以南區間設有50‰的急斜度與半徑100米以下的急彎，該段的最高車速限制至33km/h，因此此站雖然距離極樂橋站10.3公里，平均車程需要約25分鐘。
在2009年3月「高野花鐵道項目」中，2號月台於路軌旁設置了花屏風。於此站種植了12種、約790株花朵。

## 利用狀況
在2019年（令和元年）度，1日平均上下車人次為86人。在南海車站（100站）中排名95位。
以下為各年度1日平均上下車人次列表：
| 年度   | 1日平均 上下車人次 | 排名 |
| ------ | ------------------ | ---- |
| 2000年 | 319                |      |
| 2001年 | 313                |      |
| 2002年 | 291                |      |
| 2003年 | 267                |      |
| 2004年 | 236                |      |
| 2005年 | 206                |      |
| 2006年 | 194                |      |
| 2007年 | 187                |      |
| 2008年 | 159                |      |
| 2009年 | 150                |      |
| 2010年 | 135                |      |
| 2011年 | 123                |      |
| 2012年 | 115                | 94位 |
| 2013年 | 109                | 94位 |
| 2014年 | 104                | 94位 |
| 2015年 | 98                 | 95位 |
| 2016年 | 100                | 95位 |
| 2017年 | 101                | 95位 |
| 2018年 | 93                 | 95位 |
| 2019年 | 86                 | 95位 |

## 車站周邊
車站東邊設有不動谷川流過。沿國道上可看見村落。車站大樓下方的道路設有曾經存在的高野山森林鐵道的路軌。在1912至1960年，車站附近設有連接高野山大門，搬運物資用的高野索道。
- 椎出郵局
- 國道370號（日语：国道370号）
- 高野紙（日语：高野紙）
- 椎出嚴嶋神社（日语：椎出厳嶋神社）
- 地藏寺（日语：地蔵寺 (九度山)）
- 日輪寺（日语：日輪寺 (和歌山県九度山町)）
- 京大坂道（[[紀伊山地的聖地及朝聖路|高野參詣道}}）
- 槇尾道（新高野街道）（日语：槇尾道）
- 玉川峽（日语：玉川峡）

## 南海回憶博物館

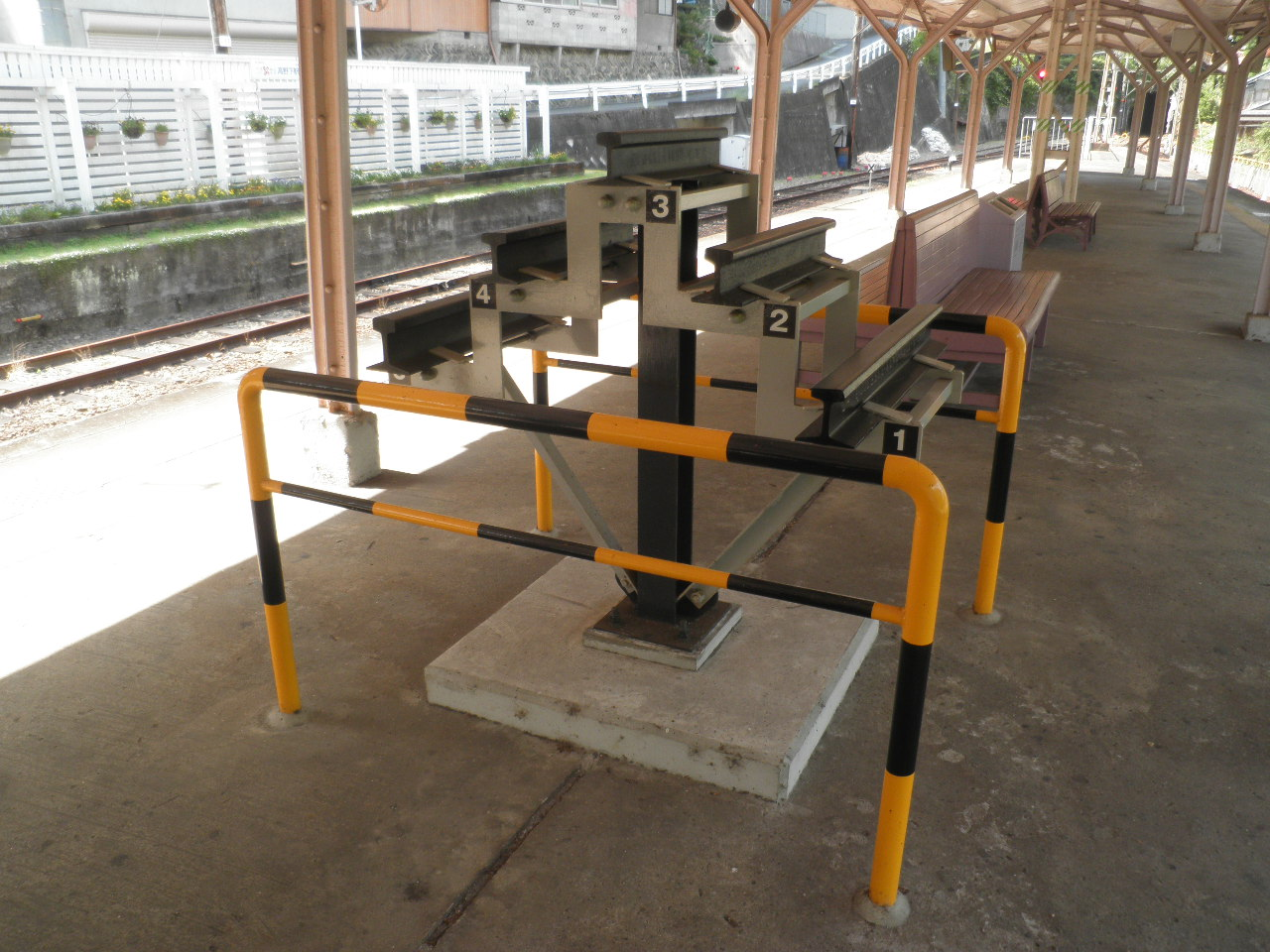
展示區的古舊路軌

在2010年12月8日，為了「高野花鐵道項目」與高野線全線開通80周年紀念的一環。此站月台設置了「南海回憶博物館」。在全國大手私鐵車站首個同類設施。
車站大樓內的站名牌回復至昭和初期的模樣。月台上的站名牌改為高野花鐵道的類型，月台上設置了展示區。當中展出了國内外五小段古老路軌，另外，古老路軌固定在展示架上，也展示了相關鐵路公司的社章。3條路軌上經過拋光處理，同時刻印了展示文字，以便容易地閱讀。

## 相鄰車站
南海電氣鐵道
 高野線
■観光列車「天空」
通過
■快速急行（只有高野山方向單向）、■急行、■各站停車
九度山（NK80）－高野下（NK81）－下古澤（NK82）

## 注腳
1. ↑  「地方鉄道運輸開始」『官報』1925年8月10日（日語）（國立國會圖書館數碼化資料）
2. ↑  「地方鉄道駅名改称」『官報』1925年9月17日（日語）（國立國會圖書館數碼化資料）
3. ↑  台風第21号による被害状況等について（第4報） （2017/10/24 7:00現在）PDF（日語） - 國土交通省
4. ↑  台風21号の影響による列車の運休区間について （页面存档备份，存于）（日語） - 南海電氣鐵道，2017年10月24日
5. ↑  . www.nankai.co.jp.   [2018-04-04]. （原始内容存档于2018-04-02） （日语）.
6. ↑   (PDF). 南海電鉄.   [2019-10-20]. （原始内容存档 (PDF)于2021-07-29） （日语）.
7. 1 2  ハンドブック南海2020 鉄道事業PDF（日語）
8. ↑   (PDF). 和歌山縣教育委員會.   [2020-04-05]. （原始内容存档 (PDF)于2019-12-26） （日语）.
9. ↑  高野下駅ホームに「南海思い出ミュージアム」を設置しますPDF（日語）

## 外部連結
- 高野下 - 南海電氣鐵道